# Commission d'admission des pourvois en cassation du Conseil d'État français
Pour les articles homonymes, voir CAPC.
La commission d'admission des pourvois en cassation (CAPC) du Conseil d'État français a été créée par le décret no 88-905 du 2 septembre 1988 (modifiant le décret 63-766 du 30 juillet 1963), et supprimée par le décret no 97-1177 du 24 décembre 1997.
La procédure d'admission des pourvois en cassation (PAPC) est actuellement régie par les articles L822-1 et R822-1 à R822-6 du code de justice administrative.